# Thieulain
Thieulain is een dorp in de Belgische provincie Henegouwen, en een deelgemeente van de Waalse stad Leuze-en-Hainaut.
Thieulain was een zelfstandige gemeente, tot die bij de gemeentelijke herindeling van 1977 toegevoegd werd aan de gemeente Leuze-en-Hainaut.

## Bezienswaardigheden
- De Sint-Dionysiuskerk (Église Saint-Denis) is een gotisch gebouw van einde 16e eeuw met muurresten uit de 13e eeuw.

## Natuur en landschap
Thieulain ligt aan de Rieu d'Herquegnies die zuidwaarts naar de Westelijke Dender stroomt. De hoogte bedraagt 52-74 meter.

## Demografische ontwikkeling
- Bronnen:NIS, Opm:1831 tot en met 1970=volkstellingen, 1976= inwoneraantal op 31 december

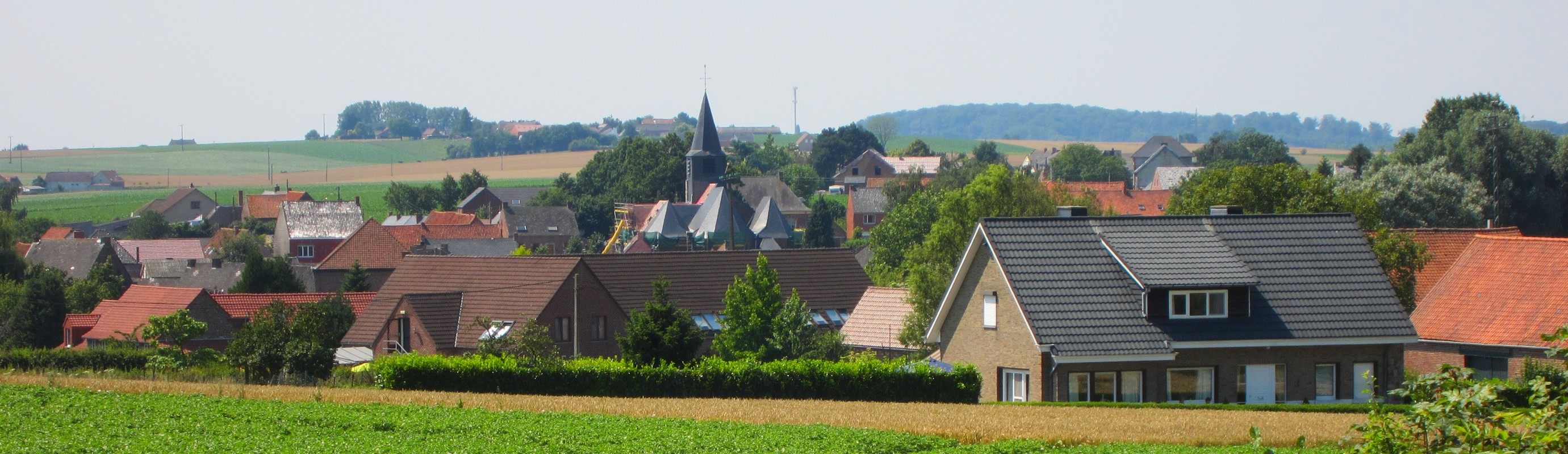
Thieulain

## Nabijgelegen kernen
Leuze-en-Hainaut, Grandmetz, Hacquegnies, Herquegies, Gallaix